# キアラ・クロイツァー
キアラ・クロイツァー (Chiara Kreuzer、旧姓ヘルツル Hölzl 1997年7月18日 - ) は、オーストリア、ザルツブルク州・Schwarzach im Pongau出身のスキージャンプ選手である。世界選手権団体金メダリスト。

## 経歴
2006年にスキージャンプを始め、2010年8月14日のコンチネンタルカップにて13歳でFISの大会にデビュー、47位となった。
2012年11月24日のリレハンメル大会（ノルウェー）でワールドカップデビューしたが47位だった。その後もポイントを獲得したのはわずか1度だったがダニエラ・イラシュコ＝シュトルツの故障離脱を受けて世界選手権ヴァル・ディ・フィエンメ大会代表に抜擢されると個人戦9位、ジャクリーン・ザイフリーツベルガー、グレゴア・シュリーレンツァウアー、トーマス・モルゲンシュテルンと組んだ新種目混合団体では銀メダルを獲得した。
2014年ソチオリンピックでは25位だった。
2014/15年シーズンはワールドカップ第3戦（札幌・宮の森）で3位となり初表彰台を獲得、総合17位であった。ジュニア世界選手権アルマトイ大会では個人銅メダル、世界選手権ファールン大会では個人16位であった。
2015/16シーズンはワールドカップにフル参戦し、3位2回など安定した成績を収め、総合5位で終えた。
2016/17シーズンはワールドカップでは最高6位（3回）で総合13位であった。世界選手権ラハティ大会では個人10位であった。
2017/18シーズンはワールドカップ蔵王大会で2位になるなどし、総合8位であった。2018年平昌オリンピックでは11位だった。
2018/19シーズンはワールドカップでは最高5位（3回）で総合10位であった。世界選手権ゼーフェルト大会では個人26位、初開催の女子団体で2位のメンバーとなった。
2019/20シーズンはワールドカップクリンゲンタール大会で初優勝を飾り、その後4連勝を含む6勝、2位2回、3位4回で、全16戦中12戦で表彰台に乗り、総合2位で終えた。
2020/21シーズンはワールドカップで最高5位（2回）、総合10位であった。世界選手権オーベルストドルフ大会では個人8位、女子団体で優勝のメンバーとなった。
2021年5月、フィリップ・クロイツァーと結婚し、登録名も夫の姓に改姓した。
2023年2月11日のFISワールドカップ・第19戦オーストリア・ヒンツェンバッハで3シーズンぶりに優勝した。

## 主な成績

### 冬季オリンピック
- 2014年ソチオリンピック（ ロシア）
  - 個人ノーマルヒル - 25位
- 2018年平昌オリンピック（ 韓国）
  - 個人ノーマルヒル - 11位

### 世界選手権
- 2013年ヴァル・ディ・フィエンメ大会（ イタリア）
  - 個人ノーマルヒル 9位
  - 混合団体ノーマルヒル 2位[4]
- 2015年ファールン大会（ スウェーデン）
  - 個人ノーマルヒル 16位
- 2017年ラハティ大会（ フィンランド）
  - 個人ノーマルヒル 10位
- 2019年ゼーフェルト大会（ オーストリア）
  - 個人ノーマルヒル 26位
  - 女子団体ノーマルヒル 2位
- 2021年オーベルストドルフ大会（ ドイツ）
  - 個人ラージヒル 8位
  - 女子団体ノーマルヒル 1位

### ジュニア世界選手権
- 2012年エルズルム大会（ トルコ）
  - 女子個人 39位
  - 女子団体 8位
- 2013年リベレツ大会（ チェコ）
  - 女子個人 13位
- 2014年プレダッツォ大会（ イタリア）
  - 女子個人 13位
  - 女子団体 5位
- 2015年アルマトイ大会（ カザフスタン）
  - 女子個人 3位
  - 女子団体 4位
- 2016年ルシュノヴ大会（ ルーマニア）
  - 女子個人 1位
  - 混合団体 2位

### ワールドカップ
- 通算 優勝7回、2位3回、3位8回（2023年2月11日まで）
- 初出場 2012年11月24日 ノルウェー・リレハンメル大会 47位

| 2012/13 | 51位 | 0回 | 0回 | 0回 |
| 2013/14 | 33位 | 0回 | 0回 | 0回 |
| 2014/15 | 17位 | 0回 | 0回 | 1回 |
| 2015/16 | 5位  | 0回 | 0回 | 2回 |
| 2016/17 | 13位 | 0回 | 0回 | 0回 |
| 2017/18 | 8位  | 0回 | 1回 | 0回 |
| 2018/19 | 10位 | 0回 | 0回 | 0回 |
| 2019/20 | 2位  | 6回 | 2回 | 4回 |
| 2020/21 | 10位 | 0回 | 0回 | 0回 |
| 2021/22 | 18位 | 0回 | 0回 | 0回 |
| 合計    | ---- | 0回 | 1回 | 3回 |